# Bálint Péter (orvos)
Bálint Péter (Budapest, 1911. augusztus 26. – Budapest, 1998. április 17.) magyar orvos, nefrológus, fiziológus, patofiziológus, egyetemi tanár, a Magyar Tudományos Akadémia rendes tagja. A veseműködés élettani folyamatainak és szabályozórendszerének kiváló tudósa volt, kísérletes úton feltárta az akut és krónikus veseelégtelenség kórlefolyását, kidolgozta terápiás gyógyászatuk módszerét. Három évtizeden keresztül (1950–1981) volt a budapesti orvosegyetem élettani intézetének igazgatója, tanszékvezető egyetemi tanára. Bálint András színművész apja.

## Életútja
Apja Bálint Zoltán (1871–1939) neves építész, anyja Kedačić Stefánia (1880–1961). Nagybátyjai Bálint Imre (1873–1943) közgazdász, újságíró és Bálint Rezső (1874–1929) orvos, belgyógyász.
A budapesti Pázmány Péter Tudományegyetemen szerezte meg orvosi oklevelét 1934-ben, amelyet 1936-ban bölcsészdoktori képesítéssel egészített ki. 1936-tól 1946-ig a pécsi Erzsébet Tudományegyetem belgyógyászati klinikáján tevékenykedett Donhoffer Szilárd mellett gyakornokként, majd tanársegédként. A második világháború éveiben a keleti front egyik hadi kórházában teljesített katonaorvosi szolgálatot. 1946-tól a budapesti Pázmány Péter Tudományegyetem I. számú belgyógyászati klinikájának főorvosa volt, majd az orvostudományi kar önállósulását, a Budapesti Orvostudományi Egyetem létrejöttét követően, 1950-től 1981-ig az élettan tanszékvezető egyetemi tanára, illetve az egyetemi élettani intézet igazgatója volt. Időközben 1952-ben egyszerűsített eljárással megkapta az orvostudományok kandidátusa, 1955-ös védését követően pedig az orvostudományok doktora címet. 1981-es nyugdíjazásától 1994-ig tudományos tanácsadóként segítette a tanszéken folyó szakmai munkát. 

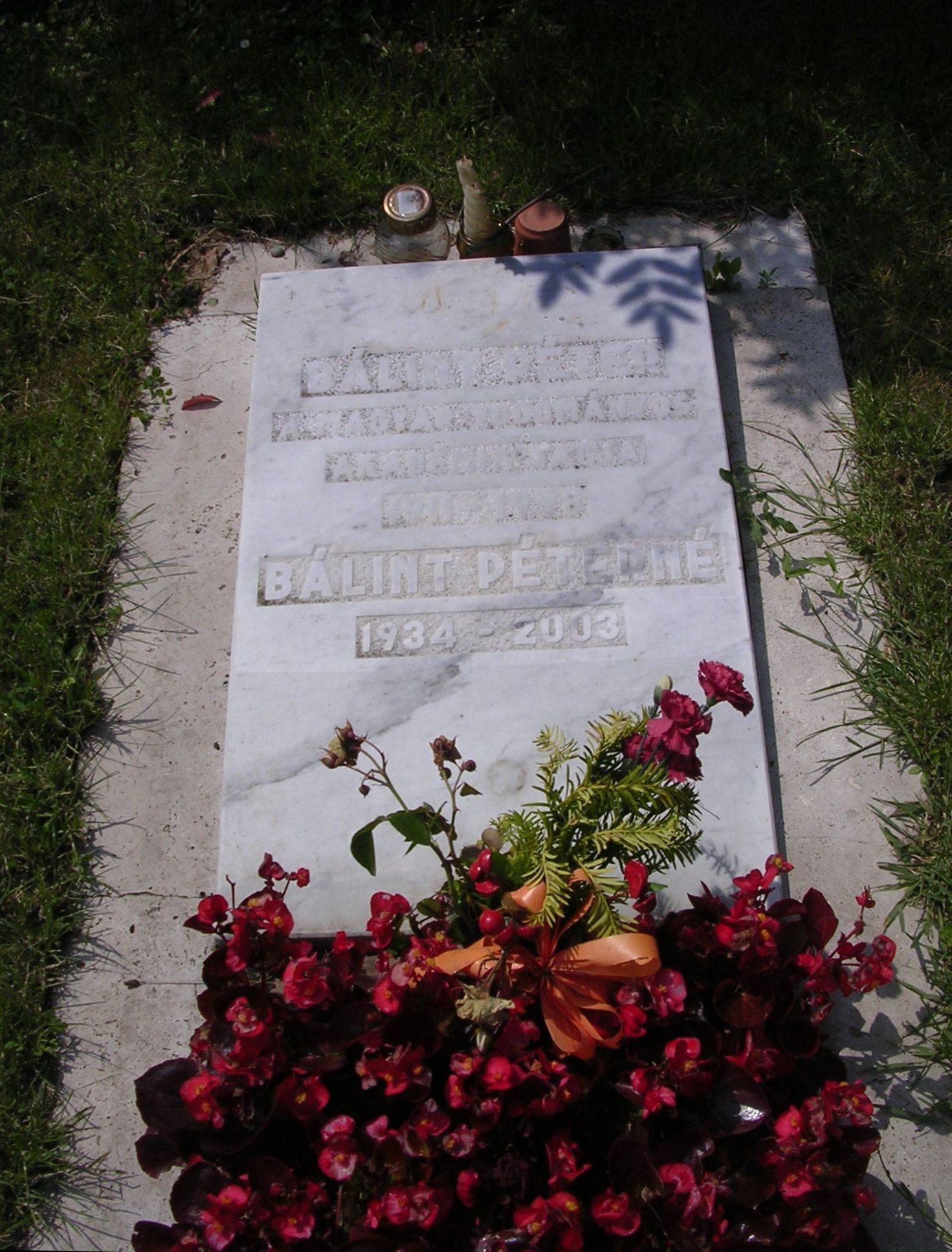
Sírja a Fiumei úti sírkertben (27-D-22. Akadémikusok sírjai)

## Munkássága
Fő kutatási területe a veseműködés és a vesekeringés szabályozásának élettana, valamint a veseelégtelenségek kísérletes patológiája volt. Közvetlen módszert dolgozott ki a vese-vérátáramlás meghatározására, revízió alá vette és tökéletesítette a vese szűrőképességét számszerű értékben kifejező ún. clearence (tisztítási hányados) mérésének módszertanát. A vese idegi szabályozása kapcsán több felismerés fűződik a nevéhez, egyebek mellett vizsgálta a vesecsatornákban zajló visszaszívási folyamatok (tubuláris reabszorpció), a vérvesztés nyomán beálló vizeletleállás (posthaemorrhagiás anuria) idegrendszeri vonatkozásait. Jelentős eredményeket ért el a poszttraumás akut és krónikus veseelégtelenségek, a visszafordíthatatlan sokkvese, valamint az ezek nyomában fellépő vérkeringési elváltozások kórtani lefolyásának és terápiás gyógyászatának kísérletes kutatásában. Felismerte, hogy a vese véráramlása még súlyos vesebetegségek esetén is megtartott. Jelentősek a vér fehérjéire vonatkozó vizsgálatai, fontos kóroktani összefüggéseket állapított meg a veseelégtelenség és a nitrogénvegyületek, illetve a só véráramban való felszaporodása (azotémia, hiperszalémia) között.
Könyvei és tanulmányai magyar, német és angol nyelven jelentek meg. Laboratóriumi diagnosztikai tankönyve („a labororvosok bibliája”) 1952 és 1962 között három kiadást ért meg; orvosi élettani egyetemi jegyzete 1972 és 1986 között ötször jelent meg. 1983-tól az Acta Physiologica Hungarica főszerkesztője volt.

### Társasági tagságai és elismerései
1970-ben a Magyar Tudományos Akadémia levelező, 1976-ban rendes tagjává választották. Széleskörű nyelvismerete (angol, német, francia felsőfokon, orosz, olasz középfok, spanyol, szerb-horvát alapfok) nagyban segítette szakmai előmenetelét. Az Egyetem Baráti Körének első elnöke volt (1989-1991). Fontosabb kitüntetései: Népköztársasági Érdemérem arany fokozata (1950), Szocialista Munkáért Érdemérem (1955), Hufeland-kitüntetés ezüst fokozat (NDK, 1964), MOTESZ I. díj (1967), Szent-Györgyi Albert-díj (1996).1966-tól vezetőségi tagja volt a Magyar Élettani Társaságnak, emellett a Magyar Urológus Társaság alelnökeként is tevékenykedett. 1970-ben tiszteleti tagjául választotta a Német Demokratikus Köztársaság Nefrológiai Társasága, 1972 után pedig részt vett a Nemzetközi Nefrológiai Egyesület (ISN) végrehajtó bizottságának munkájában. 1964-ben a sokkvese kórlefolyására vonatkozó vizsgálataiért és a vesekeringés területén végzett kutatásaiért megkapta az Akadémiai Díj második fokozatát.

### Főbb művei
- Az emberi szérumfehérjék aminósavtartalma, különös tekintettel a vércsoportokra. Budapest: Sárkány ny. 1936.
- Élettani gyakorlatok: Medikus jegyzet. Budapest: Tankönyvkiadó. 1951.
- Élettani jegyzet. Budapest: Orvoskari Tanulmányi Osztály. 1951.
- Klinikai laboratóriumi diagnosztika. Budapest: Egészség. 1952.
- Aktuelle Probleme der Nierenphysiologie. Berlin: Volk und Gesundheit. 1961.
- Az élettan tankönyve. Budapest: Medicina. 1963.   (társszerzőkkel)
  - Németül: Lehrbuch der Physiologie. Budapest: Medicina. 1963.
- Nierenclereance: Technik, Bewertung, Ergebnisse in Klinik und Experiment. Jena: Fischer. 1965.
- A vese. Budapest: Medicina. 1966.
- Normale und pathologische Physiologie der Nieren. Berlin: Volk und Gesundheit. 1969.
- Élettani konzultációk. Budapest: Medicina. 1972.
- Orvosi élettan: Egyetemi tankönyv I–II. Budapest: Medicina. 1972.